# Dub sedmi bratří
Dub sedmi bratří je dub letní (Quercus robur) starý asi 350 let o obvodu kmene asi 460 cm a výšce 16 m rostoucí v Českém krasu si 1 km severně od hradu Karlštejn, v katastrálním území Budňany městyse Karlštejn (v blízkosti hranice s územím Mořiny), na pravé straně údolí Budňanského potoka, u sedla mezi kopci Javorka (384 m n. m.) a Skalky. Jedná se o starý hraniční dub, opředený mnoha pověstmi, například o tom, že si pod ním dělilo svou kořist sedm bratrů loupežníků. Dub je chráněn v kategorii památný strom. Podle některých zdrojů je vůbec největším stromem v CHKO Český kras.
Strom je pravidelně ošetřován, v minulosti byly odstraněny suché postranní hlavní větve i jedna část původně rozdvojeného kmene.
U dubu je rozcestník pěších turistických značených tras (červená Cesta Vojty Náprstka 0001, modrá 1012 a žlutá 6161), zastávka „c“ na naučné stezce SPR Karlštejn, která tudy prochází po Cestě V. Náprstka, a turistický přístřešek s lavičkami. Kolem Dubu sedmi bratří se zpravidla prochází při cestě z Karlštejna k lomům Amerika nebo k Bubovickým vodopádům.